# Phora
Phora är ett släkte av tvåvingar. Phora ingår i familjen puckelflugor.

## Bildgalleri

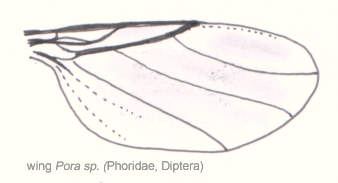

## Dottertaxa tillPhora, i alfabetisk ordning[1][2]
- Phora acerosa
- Phora acuminata
- Phora adducta
- Phora advena
- Phora aerea
- Phora algira
- Phora americana
- Phora amplifrons
- Phora anceps
- Phora archepyga
- Phora artifrons
- Phora aterrima
- Phora atra
- Phora bernuthi
- Phora bullata
- Phora capillosa
- Phora carlina
- Phora carpentieri
- Phora cilicrus
- Phora coangustata
- Phora congolensis
- Phora contractifrons
- Phora convallium
- Phora convergens
- Phora crinitimargo
- Phora cristipes
- Phora digitiformis
- Phora dubia
- Phora edentata
- Phora fenestrata
- Phora festinans
- Phora flexuosa
- Phora fuliginosa
- Phora fulvipennis
- Phora fuscipes
- Phora glebiata
- Phora gorodkovi
- Phora greenwoodi
- Phora hamata
- Phora hamulata
- Phora himachalensis
- Phora holosericea
- Phora horrida
- Phora hyperborea
- Phora incisurata
- Phora indivisa
- Phora kitadakensis
- Phora lacunifera
- Phora limpida
- Phora litoralis
- Phora livida
- Phora maritima
- Phora michali
- Phora navigans
- Phora nepalensis
- Phora nigricornis
- Phora nigripennis
- Phora nipponica
- Phora obscura
- Phora occidentata
- Phora orientis
- Phora ozerovi
- Phora paramericana
- Phora paricauda
- Phora parvisaltator
- Phora penicillata
- Phora pilifemur
- Phora pilifrons
- Phora postrema
- Phora praepandens
- Phora prisca
- Phora pubipes
- Phora rapida
- Phora saigusai
- Phora salpana
- Phora scapularis
- Phora shirozui
- Phora speighti
- Phora stictica
- Phora subconvallium
- Phora sulcaticerca
- Phora taiwana
- Phora tajicola
- Phora tattakana
- Phora tenuiforceps
- Phora theodori
- Phora tincta
- Phora tripliciseta
- Phora truncata
- Phora tubericola
- Phora velutina
- Phora vicina
- Phora villosa
- Phora viridinota
- Phora zherikhini